# Fundació Ana Bella
La Fundació Ana Bella és una entitat que treballa per la inserció de les dones supervivents al maltractament. L'entitat la va crear Ana Bella (Sevilla, 1972) després d'onze anys de patir maltractaments.
L'entitat treballa per oferir feines on les dones tinguin responsabilitat, a diferència de les que ofereixen les institucions, que l'entitat considera que són sense responsabilitat. Per aquest motiu des del 2011 col·laboren amb empreses privades com Danone, Campofrío, Alvalle, Kenzo o Louis Vuitton, l'empresa de recursos humans Momentum Task Force i altres consultores. Moltes troben feines com a comercials després de formar-se en tècniques de venda, una feina que els permet prosperar.

## Història
Qui va fundar l'entitat va ser Ana Bella després de patir maltractaments durant onze anys. El 1997 va veure per la tele el testimoni d'Ana Orantes, que va trencar el silenci i donar visibilitat al problema. Però fins al 2001 no va denunciar la seva exparella, un home amb 24 anys més que ella, amb qui havia conviscut durant onze anys, dels 18 als 29. El 13 de setembre del 2001 va marxar de casa amb els seus quatre fills i va passar per pisos protegits, assistència psiquiàtrica i assessorament jurídic. Des d'aquell moment va decidir treballar per ajudar altres dones a fer el pas.
L'entitat va prendre cos el 2006, quan va aconseguir un préstec de 30.000 euros per a donar un lloguer a dones maltractades i ajudar-les a trobar feina. Aviat va rebre un premi de 25.000 euros que va destinar a la creació de Servicios Integrales Solidarios per crear llocs de treball. Més endavant Triodos Bank els va oferir fer el catering d'un esdeveniment, i així van anar creixent amb altres feines de més responsabilitat, sobretot després de rebre dos guardons més el 2009 i el 2010.
El 2018 havien passat 1600 dones per l'entitat i s'havia forjat una xarxa de 14.000 que es deixen la casa, acompanyen les persones al jutjat, a les administracions o entrevistes de feina. De fet, el primer programa que va llançar la fundació va ser el Programa Amiga d'acompanyament en tots els tràmits que ha de fer una dona que ha patit maltractaments des del moment que marxa de casa seva. Les dones que havien trobat feina amb l'entitat el 2018 eren 2130.

## Reconeixements
- 2009. Premi a la Dona Emprenedora de la Fundació Pública Andalucía Emprende.[4]
- 2010. Premi Emprenedora Social a Espanya per la fundació internacional Ashoka.[4]
- 2011. Empresa social més prometedora per Momentum Project.[4]
- 2012. Reconeixement de Danone com a Millor Proveïdor de serveis.
- 2017. Premi Fidem en categoria d'Emprenedoria Social.[4]
- 2018. Premi La Caixa a la Innovació Social per un projecte d'inserció laboral.[1]